# 阿拉伯复兴社会党—苏丹地区
阿拉伯复兴社会党—苏丹地区（羅馬化：Hizb Al-Ba'ath Al-Arabi Al-Ishtiraki - Watan fi Al-Sudan ），前称阿拉伯复兴社会党—苏丹国，是苏丹的一个政党。该党是阿拉伯复兴社会党 (伊拉克主导派)的苏丹地区分支。该党主要由在萨达姆政权的伊拉克阿拉伯复兴社会党培训班学习的学生组成。该党规模较小，但在某些领域具有影响力，并且反对全国伊斯兰阵线，坚定地支持世俗主义和世俗主义者。成员历来在阿拉伯复兴社会党和其他世俗政党运动之间徘徊。（例如苏丹共产党）虽然该分支机构一直规模较小，约有1000名党员，但它的影响力比其微薄的党员数量所表明的要大，这主要是因为有伊拉克提供资金。
经过与全国大会党的多年合作，苏丹地区阿拉伯复兴社会党在1990年与其断绝关系并成为反对党。由于萨达姆·侯赛因与前苏丹总统加法尔·尼迈里的友好关系，苏丹地区阿拉伯复兴社会党受到奥马尔·巴希尔当局的压迫。在1990年军事政变失败后，26名苏丹地区阿拉伯复兴社会党军官在喀土穆被处决。2002年，由穆罕默德·阿里·贾丁领导的一个小组脱离了分支机构，建立了独立的苏丹阿拉伯复兴社会党，与伊拉克阿拉伯复兴社会党或叙利亚阿拉伯复兴社会党没有任何关系；也区别于叙利亚领导的阿拉伯复兴社会党－苏丹组织。 在美伊战争之后，80名苏丹地区阿拉伯复兴社会党人被允许返回苏丹，条件是他们将不参与政治。

## 历任领袖
- 卡迈勒·博拉德（1989年）[5]
- 泰塞尔·穆塔西尔（1990年）[1]